# Canute
Canute is een plaats (town) in de Amerikaanse staat Oklahoma, en valt bestuurlijk gezien onder Washita County.

## Demografie
Bij de volkstelling in 2000 werd het aantal inwoners vastgesteld op 524.
In 2006 is het aantal inwoners door het United States Census Bureau geschat op 535, een stijging van 11 (2,1%).

## Geografie
Volgens het United States Census Bureau beslaat de plaats een oppervlakte van
1,6 km², geheel bestaande uit land. Canute ligt op ongeveer 578 m boven zeeniveau.

## Plaatsen in de nabije omgeving
De onderstaande figuur toont nabijgelegen plaatsen in een straal van 28 km rond Canute.